# Jizera (flod)
 For alternative betydninger, se Jizera. (Se også artikler, som begynder med Jizera)
Jizera (polsk: Izera; tysk: Iser) er en flod, der begynder på grænsen mellem Polen og Tjekkiet (i Liberec-regionen i det nordlige Bøhmen) og ender i Centralbøhmen-regionen. Den er 167,0 km lang, og dens afvandingsområde er omkring 2.200 km2, heraf 2.145 km2 i Tjekkiet.

## Etymology
Ligesom nogle andre navne i Bøhmen er navnet Jizera af keltisk oprindelse, da det keltiske Boii (deraf det germanske ord Bohemia, hjemsted for Boii) levede i området før romertiden (se også Isar i Tyskland, IJzer i Flandern og Isère i Frankrig) før assimilering af Markomannerne og senere germanske og vestslaviske folk.

## Geografi
Floden udvikler sig fra sammenløbet af Velká Jizera (Store Jizera) i Jizera bjergene og Mala Jizera (Lille Jizera) i Krkonose/Karkonosze-bjergene, og er 164 km lang, og løber ud i Elben i kommunen Káraný nær Brandýs nad Labem-Stará Boleslav. På sin vej skærer den Ještěd-Kozákov-ryggen . De første 15 kilometer danner den grænsen mellem Polen og Tjekkiet.

### Byer og byer langs Jizera
- Benátky nad Jizerou
- Mnichovo Hradiště
- Mladá Boleslav
- Semily
- Stará Boleslav
- Turnov
- Železný Brod

## Vandressource
Jizera er også en af de to største drikkevandsressourcer for byen Prag og andre tilstødende landsbyer og byer (den anden er Želivka). I kommunen Sojovice bliver vandet pumpet til kunstig rensning.